# Trabalho sexual

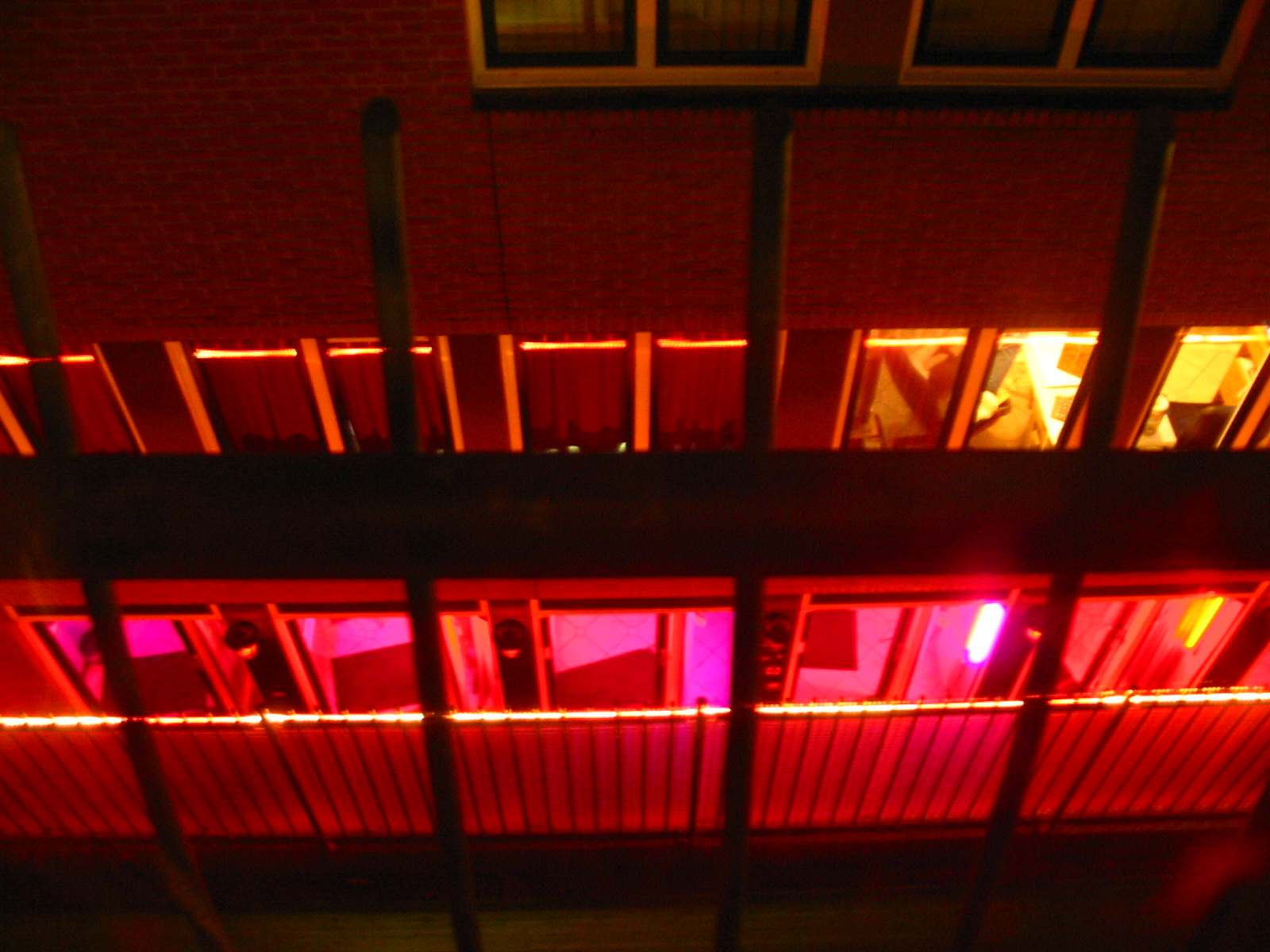
The Red Light district in Amsterdam

Trabalho sexual é a venda de serviços sexuais ou eróticos em troca de compensação material. Inclui atividades de contato físico direto entre quem compra e quem vende, bem como estimulação sexual indireta. Trabalho sexual se refere apenas a transações sexuais voluntárias; portanto, o termo não se refere ao tráfico de pessoas e outras transações sexuais coagidas ou não consensuais, como prostituição infantil. A transação deve ocorrer entre adultos que consentem, que sejam maiores de idade e capacidade mental para consentir, e deve ocorrer sem quaisquer métodos de coerção, exceto o pagamento. O termo enfatiza as implicações trabalhistas e econômicas desse tipo de trabalho. Além disso, alguns preferem o uso do termo porque aparentemente concede mais agência aos vendedores desses serviços.
Devido ao status legal de algumas formas de trabalho sexual e ao estigma associado ao trabalho sexual, a população é de difícil acesso; portanto, tem havido relativamente pouca pesquisa acadêmica sobre o assunto. Além disso, a grande maioria da literatura acadêmica sobre o trabalho sexual enfoca a prostituição e, em menor medida, a dança exótica; existem poucas pesquisas sobre outras formas de trabalho sexual. Essas descobertas não podem necessariamente ser generalizadas para outras formas de trabalho sexual. No entanto, há uma longa história documentada de trabalho sexual e sua natureza pessoal e econômica.

## Tipos
Os tipos de trabalho sexual incluem, mas não estão limitados a, prostituição de rua, prostituição interna (assistência sexual, serviços de acompanhantes, trabalho em bordéis, prostituição relacionada a casas de massagem, prostituição de bar ou cassino), operação de sexo por telefone, dança exótica, dança erótica, modelo de webcam, pornografia apresentação de filme e apresentação de show de nudez.
Em 2004, uma pesquisa e revisão no Medline de 681 artigos sobre "prostituição" foi conduzida a fim de criar uma tipologia global de tipos de trabalho sexual usando categorias arbitrárias. 25 tipos de trabalho sexual foram identificados a fim de criar uma compreensão mais sistemática do trabalho sexual como um todo. A prostituição varia de acordo com as formas e contextos sociais, incluindo diferentes tipos de prostituição direta e indireta. Este estudo foi conduzido a fim de trabalhar no sentido de melhorar a saúde e a segurança de quem faz trabalho sexual.

## Enquadramento jurídico
A criminalização total do trabalho sexual é a estratégia legal mais amplamente praticada para regular o sexo transacional. A criminalização total é praticada na China, Rússia e na maioria dos países da África. Nos Estados Unidos, onde cada estado tem seu próprio código penal, o trabalho sexual de contato total é ilegal em todos os lugares; o trabalho sexual com preservativo só é legal em partes de Nevada; O trabalho sexual sem contato é uma área cinzenta e confusa. Sob a criminalização total, o vendedor, o comprador e qualquer terceiro envolvido estão sujeitos a penalidades criminais. Isso inclui qualquer pessoa que lucre com sexo comercial em qualquer local ou ambiente físico. A criminalização tem sido associada a taxas mais altas de infecções sexualmente transmissíveis, violência entre parceiros e assédio policial. O medo das ramificações legais pode dissuadir profissionais do sexo de procurar serviços de saúde sexual adequados e desencorajá-las de denunciar crimes de que foram vítimas. De acordo com uma pesquisa realizada pela Human Rights Watch, a criminalização torna profissionais do sexo mais vulneráveis ao estupro, assassinato e discriminação devido à sua posição marginalizada e capacidade de serem processadas pela polícia, mesmo que se apresentem como vítimas.
A criminalização parcial permite a legalização da compra e venda de sexo entre duas partes consentindo, mas proíbe a venda comercial de sexo dentro de bordéis ou locais públicos, como o aliciamento de rua. Isso tem, de forma não intencional, a criminalização subsequente da coalizão de profissionais do sexo, forçando-as a trabalhar sozinhas e em condições menos seguras. A criminalização parcial abrange uma variedade de modelos legais, como o abolicionismo, o neo-abolicionismo e o modelo sueco-nórdico.

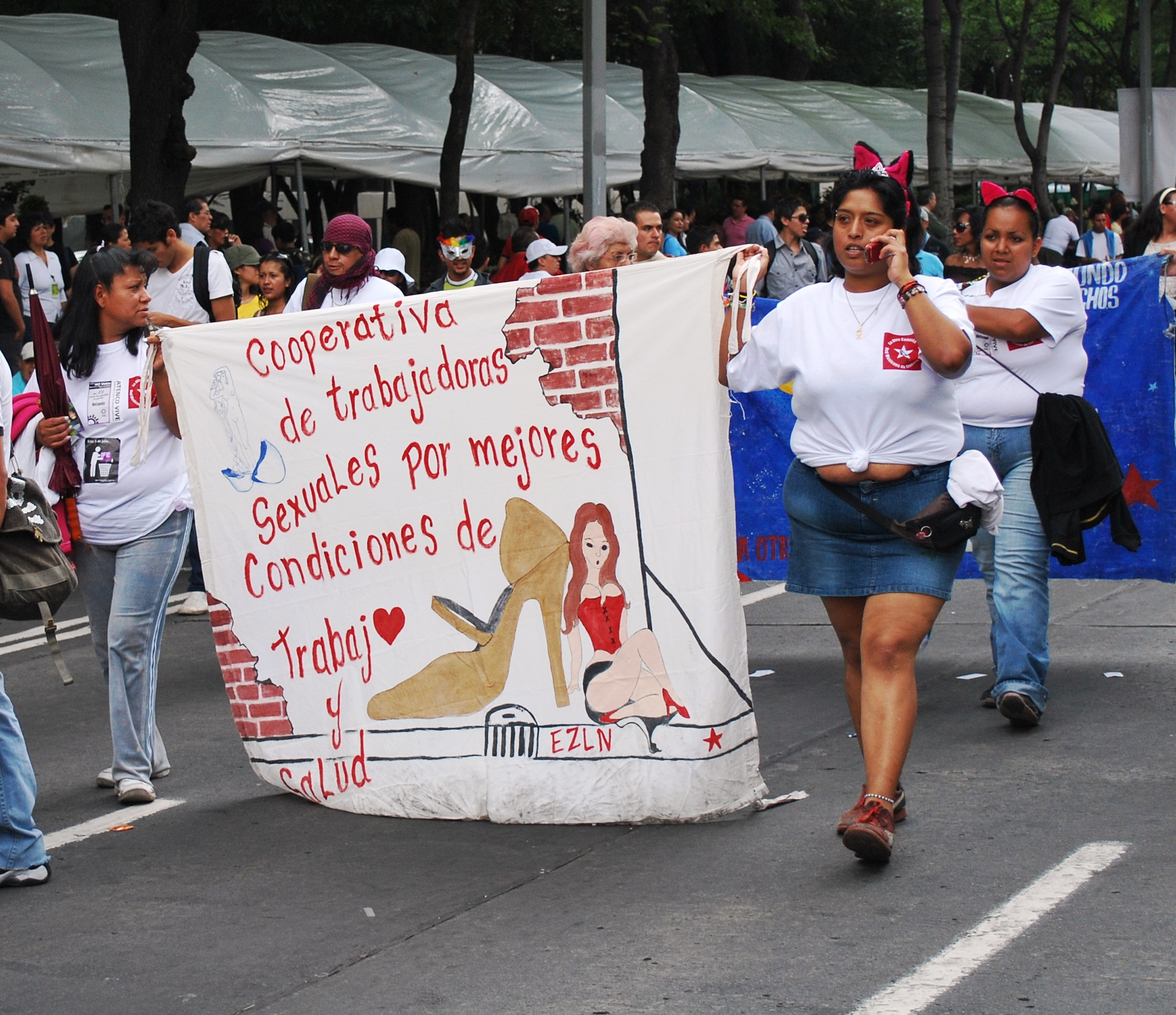
Profissionais do sexo em manifestação por melhores condições de trabalho na Marcha Gay de 2009 na Cidade do México

A legalização é praticada atualmente em partes da América do Sul, Austrália, Europa e em alguns condados do estado americano de Nevada. O Red Light District em Amsterdã, Holanda, é um exemplo de legalização total, onde todos os aspectos do trabalho sexual são permitidos, desde que sejam registrados no governo. Como o processo de registro costuma ser caro e demorado, requer residência legal e pode envolver exames médicos regulares, as profissionais do sexo mais marginalizadas precisam permanecer ilegais e geralmente cobram menos, porque não podem cumprir os regulamentos. Isso é mais comum entre grupos minoritários, imigrantes e trabalhadores de baixa renda.
A descriminalização é a solução mais apoiada por quem faz trabalho sexual. A descriminalização é a única solução legal que não oferece nenhuma criminalização de nenhuma parte envolvida na indústria do trabalho do sexo e, além disso, não tem restrições sobre quem pode participar legalmente do trabalho do sexo. A descriminalização do trabalho sexual não removeria quaisquer penalidades legais que condenassem o tráfico de pessoas. Não há evidências confiáveis que sugiram que a descriminalização do trabalho sexual encorajaria o tráfico de pessoas. A Nova Zelândia foi o primeiro país a descriminalizar o trabalho sexual em 2003, com a aprovação da Lei de Reforma da Prostituição.  Este é o mais defendido por profissionais do sexo porque lhes permite maior poder de negociação com seus clientes. Com total proteção legal, eles têm a capacidade de determinar seus salários, método de proteção e se protegerem de criminosos violentos.

## História
O trabalho sexual, em muitas formas diferentes, tem sido praticado desde os tempos antigos. É relatado que mesmo nas sociedades mais primitivas, havia sexo transacional. A prostituição era comum no antigo Egito e na Grécia, onde era praticada em vários níveis socioeconômicos. Hetaera na Grécia e gueixa no Japão eram vistas como membros de prestígio da sociedade por seu alto nível de treinamento em companheirismo. As atitudes em relação à prostituição mudaram ao longo da história.
Durante a Idade Média, a prostituição era tolerada, mas não celebrada. Terá sido com o Renascimento e a Reforma Protestante no século XVI que as atitudes se voltaram contra a prostituição em grande escala e os corpos começaram a ser regulamentados mais fortemente. Essas reformas morais foram, em grande medida, direcionadas para a restrição da autonomia das mulheres. Além disso, a aplicação de regulamentos relativos à prostituição afetou desproporcionalmente os pobres.
O trabalho sexual tem uma longa história nos Estados Unidos, mas as leis que regulam a venda de sexo são relativamente novas. No século XVIII, a prostituição estava profundamente enraizada da Louisiana a São Francisco. Apesar de sua prevalência, as atitudes em relação às prostitutas eram negativas e muitas vezes hostis. Embora a lei não abordasse diretamente a prostituição neste momento, a aplicação da lei freqüentemente tinha como alvo as prostitutas. Leis contra a lascívia e a sodomia foram usadas na tentativa de regulamentar o trabalho sexual. Bairros de prostituição formados no século XIX nas principais cidades do país na tentativa das profissionais do sexo de encontrar espaços onde pudessem trabalhar, isolados de fora da sociedade e com o estigma correspondente.
A ambigüidade na lei permitiu que as prostitutas contestassem a prisão nos tribunais. Por meio desses casos, as prostitutas forçaram o reconhecimento popular de sua profissão e defenderam seus direitos e propriedades. Apesar dos esforços das trabalhadoras do sexo, os reformadores sociais que buscavam abolir a prostituição de uma vez por todas começaram a ganhar força no início do século XX. As novas leis voltaram-se para os negócios terceirizados onde ocorria a prostituição, como bares e bordéis, responsabilizando os proprietários pelas atividades que aconteciam em suas instalações. Os distritos da luz vermelha começaram a fechar. Finalmente, em 1910, o Mann Act, ou "White Slave Traffic Act" tornou ilegal o ato de coagir uma pessoa à prostituição ou outra atividade imoral, a primeira lei federal abordando a prostituição. Este ato foi criado para lidar com o tráfico de meninas europeias que foram raptadas e transportadas para os Estados Unidos para trabalhar em bordéis, mas criminalizou as que participavam de trabalho sexual consensual. Posteriormente, no início da Primeira Guerra Mundial, um decreto da Marinha forçou o fechamento de negócios relacionados ao sexo nas proximidades de bases militares. Restrições e violência aberta levaram à perda do pouco controle que os trabalhadores tinham sobre seu trabalho. Além disso, em 1918, a Lei Chamberlain-Kahn determinou que qualquer mulher descoberta com uma infecção sexualmente transmissível (IST) fosse colocada em quarentena pelo governo. O objetivo original deste ato era impedir a propagação de doenças venéreas entre os soldados norte-americanos. Em 1915, de acordo com esse ato, as prostitutas, ou aquelas que se percebiam como prostitutas, podiam ser detidas, inspecionadas e detidas ou enviadas para um centro de reabilitação se o resultado do teste fosse positivo para qualquer doença venérea. Durante a Primeira Guerra Mundial, cerca de 3.000 mulheres foram detidas e examinadas. O estado transformou profissionais do sexo em párias legais. Durante a Grande Depressão, as mulheres negras na cidade de Nova York foram responsáveis por mais de 50 por cento das prisões por prostituição.

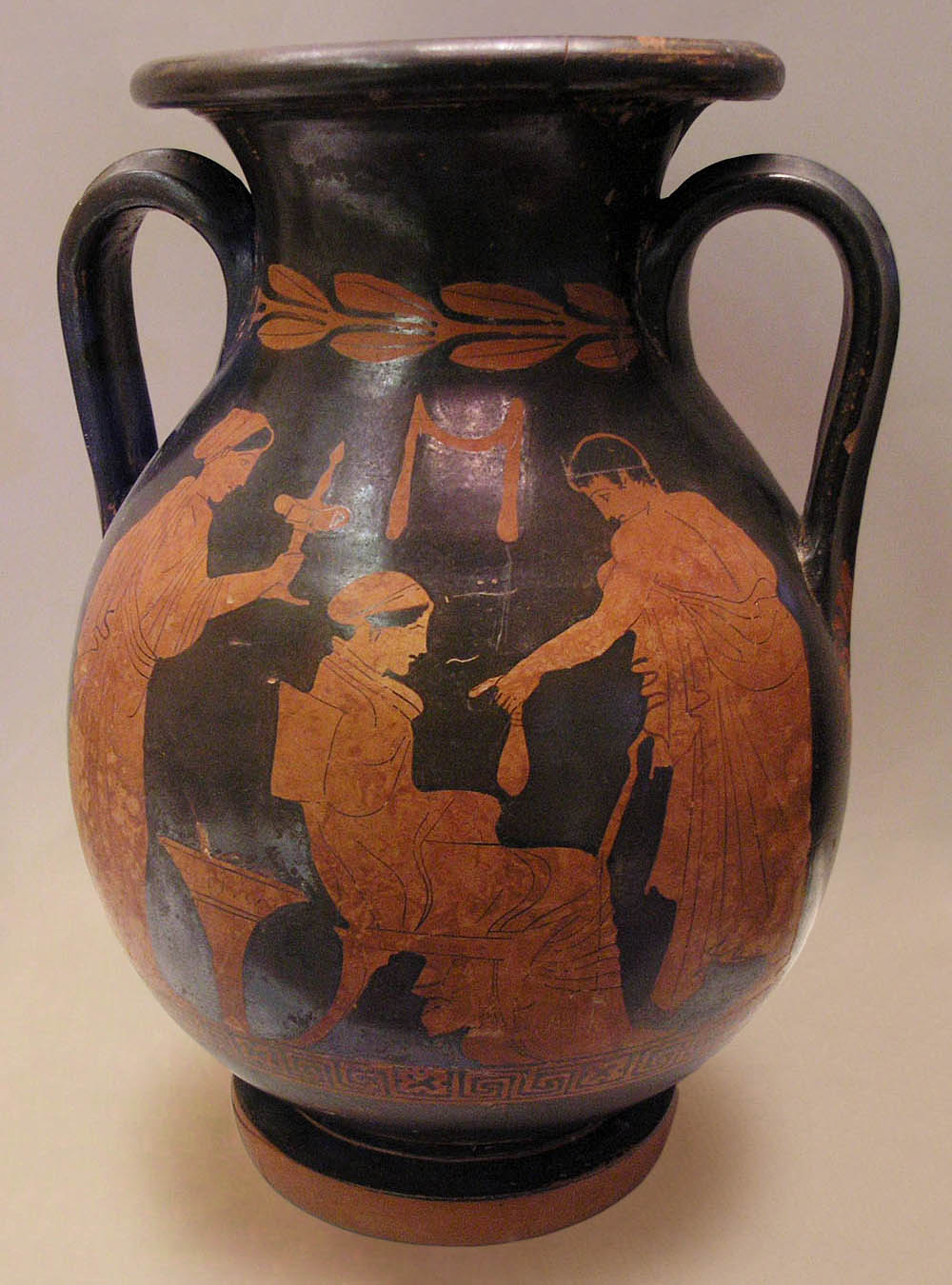
Uma urna da Grécia Antiga mostra uma trabalhadora sexual e seu cliente

Os tipos de trabalho sexual se expandiram no século XXI. O cinema e, mais tarde, a Internet proporcionaram novas oportunidades para o trabalho sexual. Em 1978, Carol Leigh, uma prostituta e ativista, cunhou o termo "trabalho sexual" como é usado agora. Ela procurou combater o movimento anti-pornografia cunhando um termo que refletia as implicações econômicas e trabalhistas do trabalho. O termo tornou-se popular na década de 1980. (cisne). COYOTE (Call Off Your Old Tired Ethics) e outros grupos semelhantes formados nas décadas de 1970 e 80 para lutar pela liberdade sexual das mulheres e pelos direitos dos trabalhadores do sexo. Uma fenda formada dentro do feminismo que continua até hoje, com alguns defendendo a abolição do trabalho sexual e outros trabalhando pela aceitação e direitos para o trabalho sexual.
A epidemia de HIV/AIDS apresentou um novo desafio para as profissionais do sexo. A criminalização de expor outras pessoas ao HIV/AIDS teve um impacto significativo nas profissionais do sexo. Estratégias de redução de danos foram organizadas fornecendo testes, aconselhamento e suprimentos para impedir a propagação da doença. Essa experiência de organização ajudou a facilitar futuras ações pela justiça social. A ameaça de violência persiste em muitos tipos de trabalho sexual. A sindicalização de tipos legais de trabalho sexual, como dançarinos exóticos, lobby de funcionários da saúde pública e funcionários do trabalho e agências de direitos humanos melhorou as condições para profissionais do sexo. No entanto, as ramificações políticas de apoiar uma população estigmatizada tornam difícil a organização em torno do trabalho sexual. Apesar dessas dificuldades, as ações contra a violência e por maior visibilidade e direitos persistem atraindo centenas de milhares de participantes.

## Trabalho emocional
O trabalho emocional é uma parte essencial de muitos empregos no setor de serviços, incluindo muitos tipos de trabalho sexual. Por meio do trabalho emocional, as profissionais do sexo se engajam em diferentes níveis de atuação, conhecidos como atuação superficial e atuação profunda. Esses níveis refletem o envolvimento da profissional do sexo com o trabalho emocional. A atuação superficial ocorre quando a trabalhadora do sexo está ciente da dissonância entre sua experiência autêntica de emoção e sua exibição emocional controlada. Em contraste, a atuação profunda ocorre quando a trabalhadora do sexo não consegue mais diferenciar entre o que é autêntico e o que é atuante; atuar torna-se autêntico.

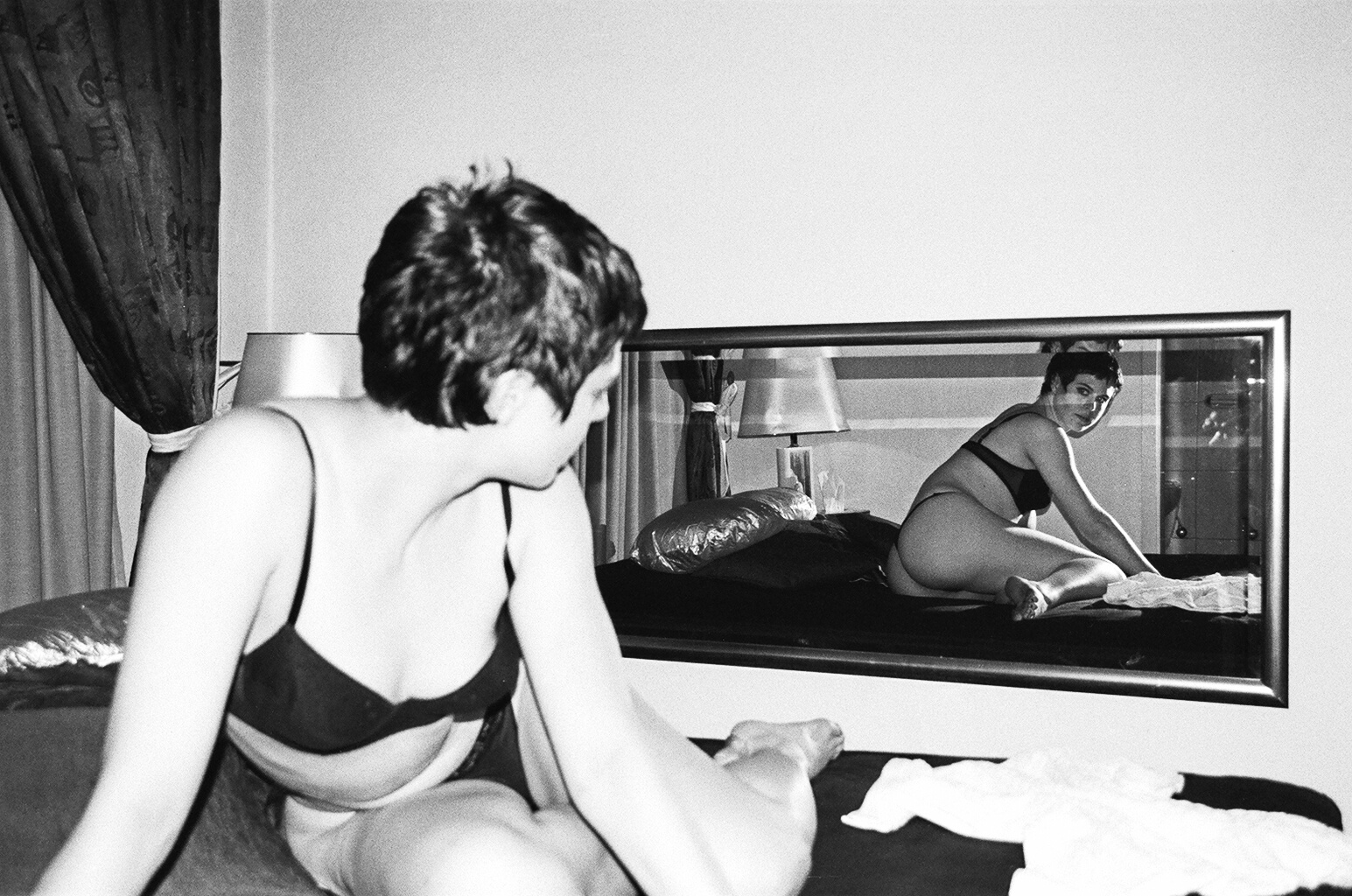
Uma trabalhadora sexual em Berlim em 2001

Profissionais do sexo se envolvem em trabalho emocional por muitas razões diferentes. Primeiro, profissionais do sexo frequentemente se envolvem em trabalho emocional para construir desempenhos de gênero e sexualidade. Essas apresentações freqüentemente refletem os desejos de uma clientela composta em sua maioria por homens heterossexuais. Na maioria dos casos, os clientes valorizam as mulheres que consideram normativamente femininas. Para as mulheres trabalhadoras do sexo, alcançar essa percepção requer um desempenho de gênero e (hetero)sexualidade que envolve deferência aos clientes e afirmação de sua masculinidade, bem como a incorporação física da feminilidade tradicional. O trabalho emocional envolvido no trabalho sexual pode ter um significado maior quando diferenças raciais estão envolvidas. Por exemplo, Mistress Velvet, uma negra femme dominatrix se anuncia usando seus atributos mais fetichizados. Ela faz seus clientes, que são em sua maioria homens heterossexuais brancos, lerem a teoria feminista negra antes de suas sessões. Isso permite que os clientes vejam por que sua participação, como homens heterossexuais brancos, contribui para a fetichização das mulheres negras.
Tanto no trabalho sexual quanto em outros tipos de trabalho, o trabalho emocional é generalizado, pois espera-se que as mulheres o usem para construir performances de feminilidade normativa, enquanto se espera que os homens o usem para construir performances de masculinidade normativa.Em ambos os casos, essas expectativas são frequentemente atendidas porque esse trabalho é necessário para maximizar o ganho monetário e, potencialmente, para a retenção do emprego. Na verdade, o trabalho emocional é frequentemente usado como meio de maximizar a renda. Promove uma melhor experiência para o cliente e protege o trabalhador, permitindo-lhe obter o máximo de lucro.
Além disso, profissionais do sexo frequentemente se envolvem em trabalho emocional como uma estratégia de autoproteção, distanciando-se do trabalho às vezes emocionalmente volátil. Finalmente, os clientes frequentemente valorizam a autenticidade percebida em suas transações com profissionais do sexo; assim,  profissionais do sexo podem tentar promover um sentimento de intimidade autêntica.

## Relacionamentos íntimos
Um estudo realizado em Melbourne, Austrália, descobriu que profissionais do sexo normalmente enfrentam dificuldades de relacionamento como resultado de sua linha de trabalho. Isso decorre principalmente da questão da divulgação de seu trabalho nas relações pessoais. Algumas pessoas profissionais do sexo observaram que namorar ex-clientes é útil, pois eles tiveram contato com profissionais do sexo e estão cientes de seu emprego.
Há muito pouca evidência empírica caracterizando clientes de trabalhadoras do sexo, mas eles podem compartilhar um problema de analogia. Um artigo da Scientific American sobre compradores de sexo resume um campo limitado de pesquisa que indica que Johns tem um perfil psicológico normal que combina com a composição da população masculina em geral, mas se consideram mentalmente indispostos.

### Intimidade mercantilizada
Em encontros de clientes com prostitutas ou dançarinas exóticas (e potencialmente outras profissionais do sexo também), muitos procuram mais do que satisfação sexual. Muitas vezes buscam, por meio de suas interações com profissionais do sexo, uma afirmação de sua masculinidade, que podem sentir que falta em outros aspectos de suas vidas. Essa afirmação vem na forma de (simulação de) afeto e desejo sexual, e "espaço suave, íntimo, afetivo, em que a forma como o tempo é administrado é governada apenas pelo desejo e prazer mútuos. Em parte porque estão envolvidas no trabalho durante essas interações, a experiência e a interpretação do tempo das prostitutas tendem a ser estruturadas pelo desejo de maximizar a renda, evitar o tédio e / ou evitar o prejuízo à autoestima.
Para as trabalhadoras do sexo, a intimidade mercantil oferece diversos benefícios. No Brasil, as profissionais do sexo priorizam os homens estrangeiros em relação aos homens locais em termos de formação de relacionamentos íntimos com as profissionais do sexo. Isso é resultado de os homens locais considerarem que as trabalhadoras do sexo não têm nenhum valor além de sua ocupação. Em contraste, os homens estrangeiros costumam ser acompanhados de riqueza e status, fatores que podem ajudar uma trabalhadora do sexo a se tornar independente. Consequentemente, as trabalhadoras do sexo no Brasil são mais propensas a buscar "envolvimentos ambíguos" com os homens estrangeiros para quem prestam serviços, em vez dos homens locais..

## Diferenças de género
Entrevistas com acompanhantes homens e mulheres iluminam as diferenças de gênero nas experiências dessas acompanhantes. Em média, as acompanhantes femininas cobram muito mais do que os homens. Em comparação com acompanhantes femininas tradicionais, as mulheres em nichos de mercado cobravam taxas mais baixas. No entanto, essa disparidade de taxas não existia para acompanhantes de homens. Escortas masculinas relataram ampla aceitação na comunidade gay; eles eram muito mais propensos do que as mulheres a revelar sua ocupação.[carece de fontes?] Essa aceitação pela comunidade é bastante incomum para a comunidade gay e não é a experiência de muitas trabalhadoras do sexo. Além disso, os homens prostitutos heterossexuais têm muito mais probabilidade do que as prostitutas heterossexuais de entreter clientes do mesmo sexo sem necessidade, porque a grande maioria dos clientes são homens. Em geral, há uma expectativa social maior para que as mulheres se envolvam em trabalho emocional do que para os homens; também existem consequências maiores se eles não.

## Riscos
Os riscos potenciais que o trabalho sexual representa para a trabalhadora variam muito, dependendo do trabalho específico que ocupam. Em comparação com as trabalhadoras do sexo ao ar livre ou nas ruas, as trabalhadoras em ambientes fechados têm menos probabilidade de enfrentar violência. Profissionais do sexo de rua também podem usar drogas que causam dependência, fazer sexo sem proteção e ser vítimas de agressão sexual. O HIV afeta um grande número de profissionais do sexo que se envolvem na prostituição, de todos os gêneros, em todo o mundo. Estupro e violência, pobreza, estigma e exclusão social são riscos comuns enfrentados por profissionais do sexo em muitas ocupações diferentes. Um estudo sobre violência contra mulheres envolvidas na prostituição de rua revelou que 68% relataram ter sido estuprados. As trabalhadoras do sexo também correm um alto risco de assassinato. De acordo com o estudo de Salfati, profissionais do sexo têm 60 a 120 vezes mais probabilidade de serem assassinadas do que mulheres não prostitutas. Embora esses recursos tendam a se aplicar mais a profissionais do sexo que realizam trabalho sexual de serviço completo, o estigma e os riscos de segurança são generalizados para todos os tipos de trabalho sexual, embora em graus diferentes. Por causa do status legal variado de algumas formas de trabalho sexual, as profissionais do sexo em alguns países também correm o risco de prisão, açoitamento e até mesmo a pena de morte.

## Debate feminista / liberalista
Os debates feministas sobre o trabalho sexual (veja as visões feministas da pornografia e da prostituição) focalizam principalmente a pornografia e a prostituição. Os argumentos feministas contra essas ocupações tendem a se basear na noção de que esses tipos de trabalho são inerentemente degradantes para as mulheres, perpetuam a objetificação sexual das mulheres e / ou perpetuam a supremacia masculina. Em resposta, os proponentes do trabalho sexual argumentam que essas alegações negam a agência das trabalhadoras do sexo e que a escolha de se envolver neste trabalho pode ser fortalecedora. Eles afirmam que as perspectivas das feministas anti-trabalho sexual são baseadas em noções de sexualidade construídas pelo patriarcado para regular as expressões femininas sexualidade. Na verdade, muitas feministas que apóiam a indústria do sexo afirmam que criminalizar o trabalho sexual causa mais danos às mulheres e à sua autonomia sexual. Um artigo na Touro Law Review 2014 enfoca os desafios enfrentados pelas prostitutas nos EUA e a necessidade de uma reforma da prostituição. “[Ao criminalizar a prostituição] as mulheres perdem a escolha de serem pagas por terem sexo consensual. Uma mulher pode fazer sexo de graça, mas uma vez que ela recebe algo de valor por seus serviços, o ato se torna ilegal”. Aqueles que veem isso como um ataque à autonomia sexual das mulheres também se preocupam com os recentes ataques às políticas sociais liberais, como o casamento entre pessoas do mesmo sexo e o aborto sob demanda, nos Estados Unidos. Alguns liberais também argumentam que, uma vez que uma parcela desproporcional daqueles que escolhem o sexo trabalho como meio de renda são os pobres e desfavorecidos, os funcionários públicos devem se concentrar em políticas sociais que melhorem a vida daqueles que optam por fazê-lo, em vez de condenar os meios "privados" que essas vítimas da sociedade empregam.

### Debates sobre agência de profissionais do sexo
O tópico do trabalho sexual é frequentemente contextualizado dentro de perspectivas abolicionistas e sexo-positivas opostas. A perspectiva abolicionista normalmente define o trabalho sexual como uma forma opressora de trabalho. Segundo os opositores da prostituição, não se trata apenas da compra literal do corpo de uma pessoa para exploração sexual, mas também do exercício do poder sobre a mulher, tanto simbólica como materialmente. Esta perspectiva vê a prostituição e o tráfico como direta e intimamente conectados e, portanto, apela à abolição da prostituição nos esforços para eliminar a exploração sexual geral de mulheres e crianças.. Os oponentes também refutam a ideia do consentimento entre as trabalhadoras do sexo, alegando que tal consentimento é meramente uma aceitação submissa da exploração tradicional das mulheres. Por essas razões, os oponentes acreditam que descriminalizar o trabalho sexual prejudicaria totalmente as mulheres como classe, ao manter sua exploração sexual e econômica enquanto "servia aos interesses de cafetões, procuradores e prostitutas".
Algumas feministas sexo-positivas reconhecem as trabalhadoras do sexo como situadas dentro de uma hierarquia sexual ocidental moderna, onde um homem e uma mulher casados são respeitados, enquanto as pessoas LGBT, fetichistas e trabalhadoras do sexo, como prostitutas e modelos pornôs, são vistos como desviantes sexuais. De acordo com feministas sexistas, a lei sexual incorpora a proibição de misturar sexo e dinheiro para sustentar essa hierarquia. Portanto, os indivíduos que praticam esses atos sexuais "desviantes" são considerados criminosos e têm apoio institucional limitado e estão sujeitos a sanções econômicas. Perspectivas de sexo positivo desafiam essa hierarquia, valorizando a diversidade sexual e rejeitando qualquer noção de sexo "normal". Com esse entendimento, as pessoas que optam por se envolver em atos sexuais criminalizados são vistas como seres sexuais autônomos, em vez de vítimas da indústria do sexo. Para as mulheres negras, a agência é vista como contextual devido a considerações históricas e pode ser considerada como uma faceta de um sistema complexo de ideais que abrangem a sexualidade das mulheres negras ao longo do tempo. Um resultado disso é a forma como as relações raciais impactam a mobilidade dos negros na indústria do sexo.
Algumas feministas liberais acreditam que uma "moralidade democrática" deve julgar a atividade sexual (como se as inclinações da maioria, bem como sua proficiência em fornecer prazer sexual, determinassem a direção da bússola moral de uma sociedade) "a propósito parceiros tratam um ao outro, a presença ou ausência de coerção e a quantidade e qualidade dos prazeres que eles proporcionam ". Eles propõem que não deve ser uma preocupação ética se os atos sexuais são conjugados ou em grupos, do mesmo sexo ou misto, com ou sem atos consensuais de violência ou vídeo, comercial ou gratuito.